# Notoue
Notoue (offiziell verwendete Schreibweise: Nooto, auch Nootoue oder Nootouee, früher Eretiboou) ist ein Ort mit einer Landfläche von 0,49 km² im Nordosten des Tarawa-Atolls in den zum Inselstaat Kiribati gehörenden Gilbertinseln im Pazifischen Ozean. 2020 hatte der Ort 811 Einwohner.

## Geographie
Der Ort Notoue liegt auf dem gleichnamigen Motu im Nordosten von Tarawa. Es gibt mehrere Kirchen und Versammlungshäuser. Der Ortsteil Taborio ist Standort des katholischen Immaculate Heart College, der einzigen Senior High School von North Tarawa.
Das Motu Notoue mit einer Fläche von rund 1,13 km² ist Teil des nordöstlichen Arms des Atolls von Tarawa und durch Landbrücken mit den benachbarten Motus verbunden. Nur schmale Kanäle schneiden die Riffkrone ein. Die Straßenverbindung nach Norden verläuft über einen Damm.
Über Notoue und die angrenzenden Gebiete im Norden erstreckt sich ein Ramsar-Naturschutzgebiet.

## Klima
Das Klima ist tropisch heiß, wird jedoch von ständig wehenden Winden gemäßigt. Ebenso wie die anderen Orte des Tarawa-Atolls wird Notoue gelegentlich von Zyklonen heimgesucht.